# 浅井教司
浅井教司（あさい のりじ、1946年9月17日 - ）は、千葉県出身のプロゴルファー。

## 来歴
日本大学卒業後の1974年にプロ入りし、1975年の美津濃プロ新人では田原紘と並んでの2位タイに入った。
1976年の千葉県オープンでは尾崎将司・長谷川勝治に次ぐと同時に飯塚良男を抑え、尾崎健夫・海老原清治と並んでの3位タイに入った。
1977年の長野県オープンではベン・アルダ（ フィリピン）、土山録志・新井規矩雄・菊地勝司・榎本七郎を抑えて森憲二の2位に入った。
1978年の関東オープンでは初日に上原宏一・謝敏男（ 中華民国）・川田時志春・関水利晃・草壁政治・海老原清治・日吉稔・森・高井吉春・石井冨士夫と並んでの10位タイでスタートし、2日目には謝永郁（中華民国）・上原と並んでの7位タイ、3日目には日吉定雄・謝永・日吉と並んでの3位タイに浮上した。ジーン・サラゼン ジュンクラシックでは初日に4アンダー68をマークし、新井・山本善隆・常陸文男・入江勉・井上幸一・佐藤正一・金海繁と並んでの2位タイでスタートした。
1979年のKBCオーガスタでは初日に前田新作・陳志明（中華民国）と共に68をマークし、首位タイの石井裕士・草壁・郭吉雄（中華民国）を1打差で追う4位タイでスタートした。
1980年の表蔵王国際東北オープンでは初日を山浦記義・小山洋明・田中文雄・吉武恵治と並んでの4位タイでスタートし、45ホールで行われた最終日には栗原孝と並んでの3位タイに入った。
1980年の日本国土計画サマーズでは2日目に64をマークして9位、1981年のダンロップ国際オープンでは2日目に郭吉と並んでの9位タイ、3日目には川田、セベ・バレステロス（スペイン）、鷹巣南雄と並んでの7位タイに着けた。
1981年の千葉県オープンでは白石勝昭・尾崎直道に次ぐ3位 、1985年の栃木県オープンでは高橋五月・渡辺司と並んでの4位タイに入った。
1981年の日本オープンでは2日目に小さくて速いグリーンに悩まされて相変わらずスコアが伸びなかったが、中嶋常幸・尾崎直・倉本昌弘・寺本一郎と並んでの3位タイに着けた。
1984年には菊地とペアを組んだアコムダブルスで初日を森下正美&古木譲二ペア・新関善美&藤木三郎ペア・高橋&横島由一ペアと並んでの4位タイでスタートし、3日目には新関&藤木と共に飯合肇&小川清二ペア・松本紀彦&小林恵一ペアと並んでの4位タイに着けた。
1987年の日本プロを最後にレギュラーツアー、2002年の日本シニアオープンを最後にシニアツアーから引退。
藤岡温泉カントリークラブ所属を経て、現在はフリーで、シェイクスピアカントリークラブ代表。